# Kelly Craft
Kelly Dawn Craft (ur. 24 lutego 1962 w Lexington) – amerykańska dyplomatka, businesswoman, filantropka, w latach 2019–2021 ambasador Stanów Zjednoczonych przy Organizacji Narodów Zjednoczonych, w latach 2017–2019 ambasador Stanów Zjednoczonych w Kanadzie.

## Życiorys

### Młodość i wykształcenie
Kelly Craft urodziła się w Lexington w stanie Kentucky, dorastała w Glasgow. Jej ojciec był członkiem Partii Demokratycznej i jej przewodniczącym w hrabstwie Barren. Uzyskała tytuł Bachelor of Arts na Uniwersytecie Kentucky w 1984 roku.

### Kariera dyplomatyczna i udział w życiu publicznym
W 2007 roku została mianowana przez George’a W. Busha na stanowisko zastępczyni delegata Stanów Zjednoczonych przy Zgromadzeniu Ogólnym Organizacji Narodów Zjednoczonych. Podczas pracy w delegacji Stanów Zjednoczonych zajmowała się doradzaniem ambasadorowi przy ONZ w sprawach dotyczących polityki USA wobec państw afrykańskich.
W 2016 roku wraz z mężem przekazała ponad 2 mln USD na rzecz kampanii prezydenckiej Donalda Trumpa. Wraz z mężem była zwolenniczką ówczesnego lidera większości Senatu Stanów Zjednoczonych, Mitcha McConnella.
W latach 2016–2017 pełniła funkcję członkini rady dyrektorów Uniwersytetu Kentucky.
15 czerwca 2017 została mianowana przez prezydenta Donalda Trumpa na stanowisko ambasadora Stanów Zjednoczonych w Kanadzie. 3 sierpnia 2017 jej kandydatura została zatwierdzona przez Senat Stanów Zjednoczonych, urząd objęła 23 października tego samego roku.
2 maja 2019 została nominowana przez Donalda Trumpa na stanowisko ambasadora Stanów Zjednoczonych przy Organizacji Narodów Zjednoczonych. 31 lipca 2019 Senat zatwierdził jej nominację stosunkiem głosów 56–34. 10 września 2019 została zaprzysiężona przez wiceprezydenta Mike’a Pence’a. Funkcję objęła 12 września, po złożeniu listów uwierzytelniających na ręce sekretarza generalnego ONZ António Guterresa. Pełniła tę funkcję do 20 stycznia 2021, jej następczynią została Linda Thomas-Greenfield.